# Constantin Tudosie
Constantin Tudosie (* 25. März 1950 in Leu, Kreis Dolj) ist ein ehemaliger rumänischer Handballspieler auf der Linksaußenposition. Er war Weltmeister 1974 und gewann zwei olympische Medaillen.
Tudosie spielte bei Universitatea Cluj und bei Steaua Bukarest. 1972 nahm er an der olympischen Premiere des Hallenhandballs bei den Olympischen Spielen 1972 in München teil, er wirkte in drei Spielen mit und erzielte drei Tore; die Rumänische Mannschaft gewann die Bronzemedaille. Zwei Jahre später bei der Weltmeisterschaft 1974 in der DDR gewann Tudosie den Weltmeistertitel gegen die Heimmannschaft. Bei den Olympischen Spielen 1976 in Montreal erreichte Tudosie mit dem rumänischen Team das olympische Finale gegen die sowjetische Mannschaft, unterlag aber mit 15:19 deutlich; Tudosie wirkte in fünf Spielen mit, in denen er vier Tore erzielte. Insgesamt bestritt Tudosie 76 Länderspiele, in denen er 147 Tore erzielte.
Tudosie war nach seiner Karriere als Trainer tätig, so unter anderem beim TV Emsdetten.